# Верх-Читинське сільське поселення
Верх-Чити́нське сільське поселення (рос. Верх-Читинское сельское поселение) — сільське поселення у складі Читинського району Забайкальського краю Росії.
Адміністративний центр — село Верх-Чита.

## Історія
Станом на 2002 рік існував Верхчитинський сільський округ (села Верх-Чита, Мухор-Кондуй, селища Береговий, Ручейки).

## Населення
Населення сільського поселення становить 2157 осіб (2019; 2127 у 2010, 2176 у 2002).

## Склад
До складу сільського поселення входять:
| Населений пункт    | Населення, осіб (2002) | Населення, осіб (2010) |
| ------------------ | ---------------------- | ---------------------- |
| Береговий, селище  | 403                    | 331                    |
| Верх-Чита, село    | 1687                   | 1694                   |
| Мухор-Кондуй, село | 33                     | 60                     |
| Ручейки, селище    | 53                     | 42                     |